# Тіронові ноти

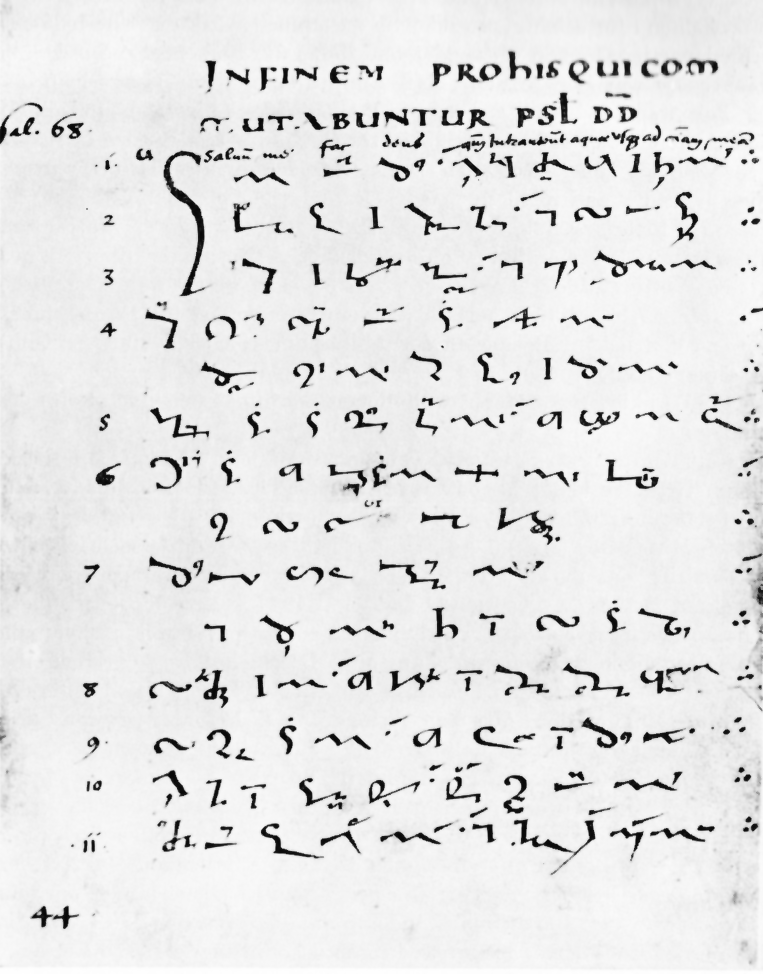
Псалом 68 тіроновими значками

Тіронові значки (лат. Notae tironianae) — стенографія давніх римлян, назване по імені винахідника їх Тірона, вільновідпущеника Цицерона. Це позначення вперше зустрічається в 1550 році, до цього вони називалися «значки» Цицерона або Сенеки.

## Історія
Римська тахіграфія, створена в I ст. до н. е. Марком Туллієм Тіроном істала найдавнішою з відомих систем стенографії. На основі традиційної системи скорочення великих літер (suspension), яка була прийнята в Римі починаючи з 6 ст. до н. е. для позначення календарних дат, імен, юридичних термінів тощо (notae publicae, iuris, privatae), можна було за допомогою букв, позначень передавати цілі слова чи їх закінчення. Вперше стенографічний запис тіроновими значками був використаний офіційно 5 грудня 63 до н. е. під час засідання сенату, ними часто користувалися письменники. Система «тіронових значків» була вдосконалена в ранній період Римської імперії  Віпсанієм Філаргіром, Аквілою (вільновідпущеником Мецената) і Сенекою (або його вільновідпущеником) і включала в себе приблизно 5000 символів. 
Починаючи з 3-4 століття «Тіронові значки» починають видозмінюватися за грецьким зразком і приймати вид італійсько-французької складової тахіграфії (так звана система В і С). Ними користувалися в канцеляріях і монастирях, а також при листуванні книг. В останній раз «тіронові значки» зустрічаються в одному з документів французького короля Філіпа I, датованого 1067 роком. У рукописах 9-10 століть налічується приблизно 13 000 символів .